# Pronophila locuples
Pronophila locuples är en fjärilsart som beskrevs av Otto Thieme 1906. Pronophila locuples ingår i släktet Pronophila och familjen praktfjärilar. Inga underarter finns listade i Catalogue of Life.